# هيكتور كاستانيو
هيكتور كاستانيو (بالإسبانية: Héctor Castaño) هو دراج كولومبي، ولد في 23 يناير 1965 في إيتاغوي في كولومبيا.

## وصلات خارجية
- هيكتور كاستانيو على موقع أرشيف الدراجات (الإنجليزية)